# Schneeballblättrige Blasenspiere
Die Schneeballblättrige Blasenspiere (Physocarpus opulifolius (L.) Maxim., Syn.: Spiraea opulifolia L.) ist ein ursprünglich aus dem östlichen Nordamerika stammender Strauch. Er wird daher auch Virginische Blasenspiere genannt und ist in Europa häufig als Zierstrauch anzutreffen. Weitere Trivialnamen sind Schneeball-Blasenspiere, -Spierstrauch, Blasenspire auch Knackbusch. 

## Beschreibung

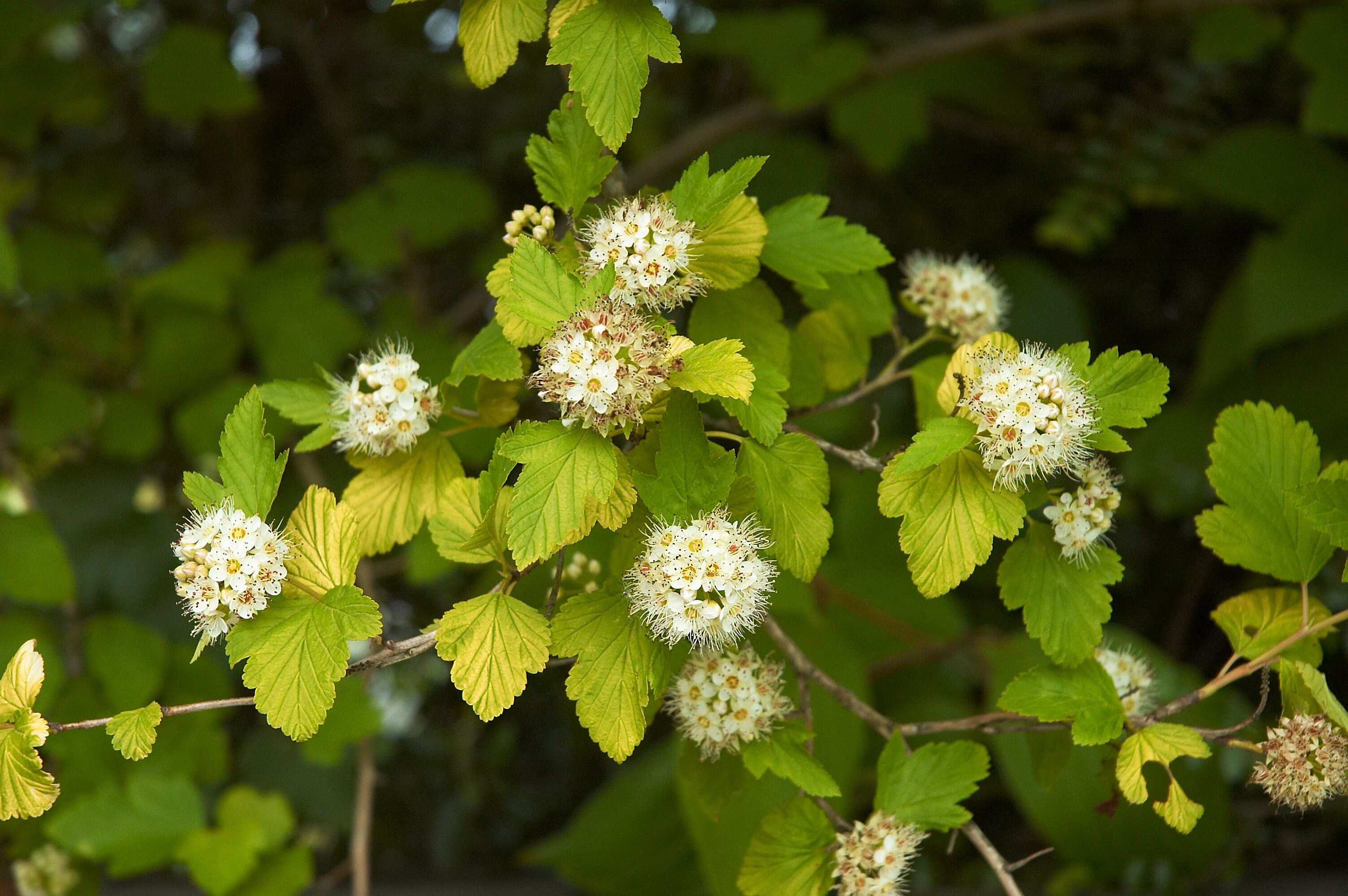
Physocarpus opulifolius 'Luteus'

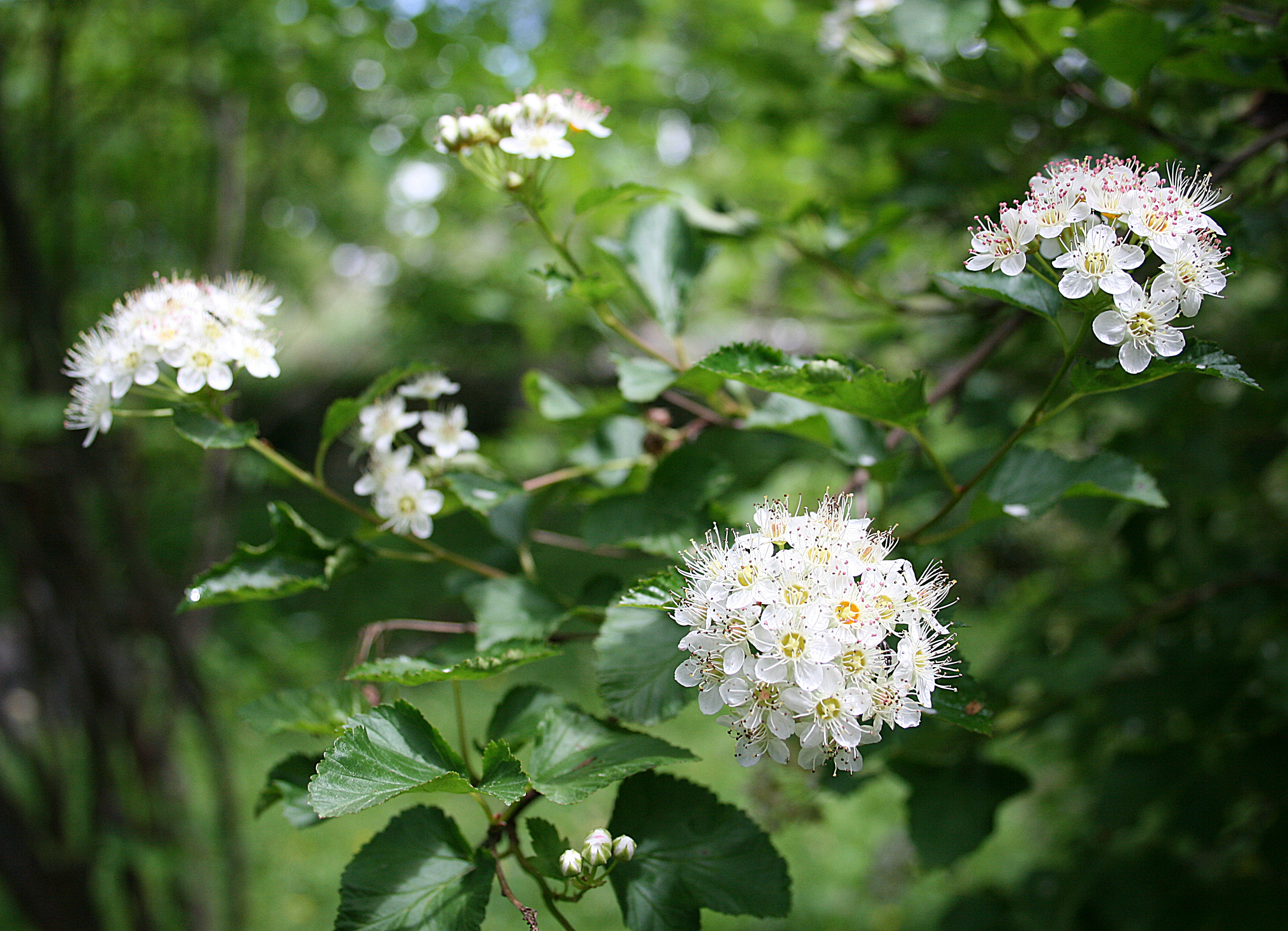
Schneeballblättrige Blasenspiere (Physocarpus opulifolius)

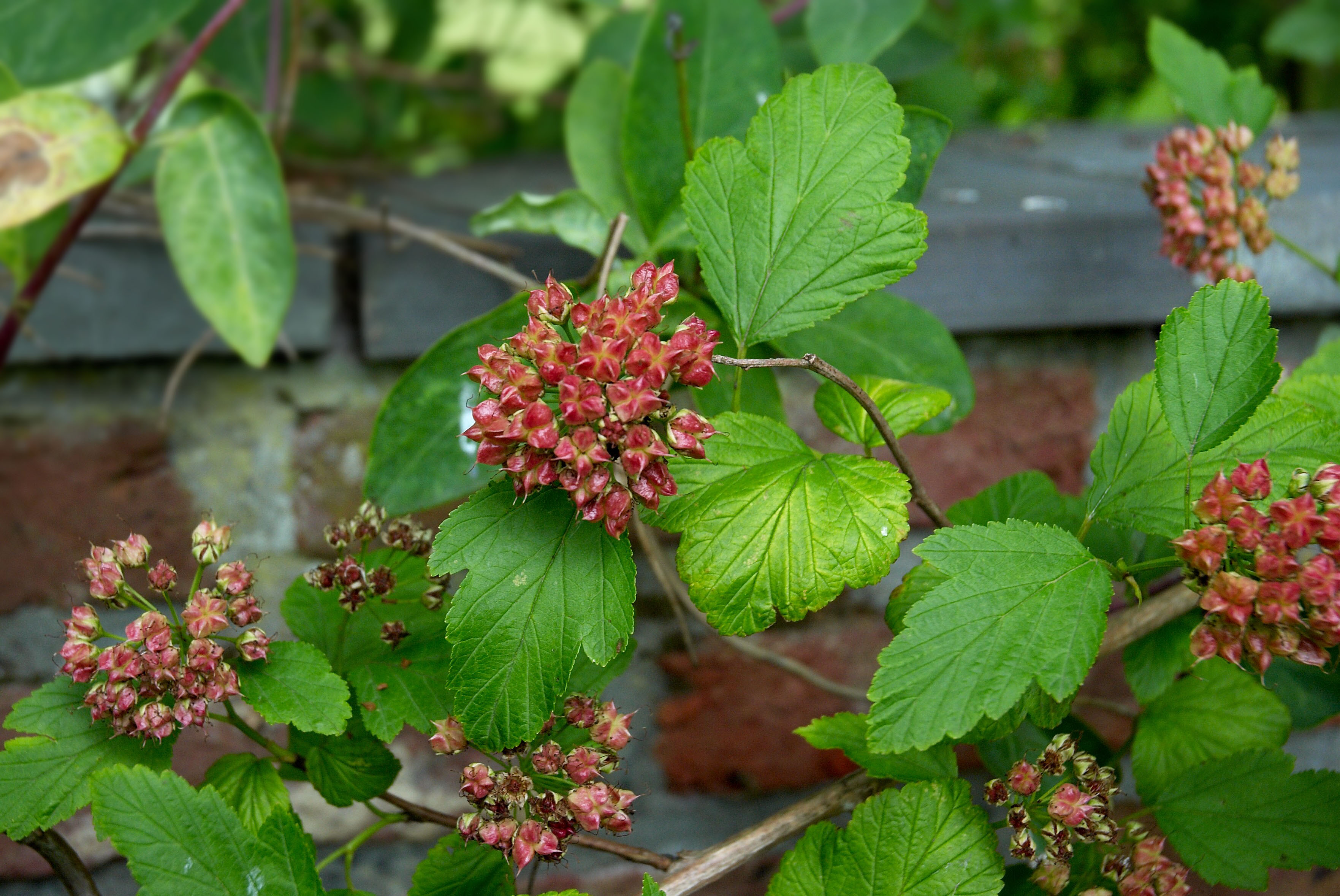
Physocarpus opulifolius 'Luteus', fruchtend

Physocarpus opulifolius ist ein laubabwerfender, bis 3 m hohen, aufrechten Strauch. Die dünne, papierige, bräunliche bis gräuliche und rissige Borke schält sich, blättert in Fetzen im Alter ab.
Seine wechselständigen, gestielten, einfach bis doppelt gesägten bis gekerbten, meist kahlen Laubblätter sind meist eiförmig bis rundlich, seltener verkehrt-eiförmig und meist drei- bis fünflappig, seltener ungelappt. Die Basis ist abgerundet bis gestutzt oder spitz, manchmal leicht herzförmig und die Spitzen sind meist spitz bis stumpf.
Die weißen bis leicht rosaroten Blüten stehen in endständigen, halb- bis fastkugeligen, vielblütigen Schirmtrauben mit bis zu 5 cm Durchmesser. Die zwittrigen, fünfzähligen Blüten mit doppelter Blütenhülle sind schlank gestielt. Die behaarten bis kahlen, stachelspitzigen Kelchblätter am becherförmigen Blütenbecher sind dreieckig. Die ausladenden, kurz genagelten, rundlichen Blütenkronblätter sind bis 5 mm lang. Es sind bis zu 30 vorstehende Staubblätter vorhanden. Die Blüte besitzt bis zu fünf mittelständige, kurz gestielte und knapp verwachsene Fruchtblätter. Die Griffel sind relativ kurz mit kleiner, kopfiger Narbe. Es ist ein Diskus vorhanden.
Die Früchte sind bis zu fünf, auf einer Blüte befindliche, erst rötliche später braune, eiförmige und aufgeblasene, bis 1 Zentimeter lange bis viersamige, geschnäbelte Bälgchen, die zusammen mit dem beständigen Kelch eine Sammelbalgfrucht bilden. Die ei- bis birnenförmigen, beigen, glatten, glänzenden und harten Samen sind bis 2 Millimeter lang.
Die Chromosomenzahl beträgt 2n = 18.

## Allgemeines
Das Gehölz ist im östlichen Nordamerika beheimatet. Die Blasenspiere gedeiht dort in Gesellschaften der Salici-Spiraeetea douglasii. Sie ist in Mitteleuropa gelegentlich als Zier- und Heckenpflanze in Gärten zu finden und ist vereinzelt auch als Gartenflüchtling in Bruch- und Auenwäldern anzutreffen.